# Wada Yuzo
Yuzo Wada (sinh ngày 2 tháng 5 năm 1980) là một cầu thủ bóng đá người Nhật Bản.

## Sự nghiệp câu lạc bộ
Yuzo Wada đã từng chơi cho Shimizu S-Pulse, Oita Trinita và Ventforet Kofu.